# Бергін (комуна)
Бергін (рум. Berghin) — комуна у повіті Алба в Румунії. До складу комуни входять такі села (дані про населення за 2002 рік):
- Бергін (743 особи) — адміністративний центр комуни
- Гірбом (649 осіб)
- Стража (383 особи)
- Хеніг (394 особи)

Комуна розташована на відстані 259 км на північний захід від Бухареста, 12 км на схід від Алба-Юлії, 78 км на південь від Клуж-Напоки.

## Населення
За даними перепису населення 2002 року у комуні проживали 2169 осіб.
Національний склад населення комуни:
| Національність | Кількість осіб | Відсоток |
| -------------- | -------------- | -------- |
| румуни         | 2035           | 93,8%    |
| цигани         | 86             | 4,0%     |
| німці          | 34             | 1,6%     |
| угорці         | 14             | 0,6%     |

Рідною мовою назвали:
| Мова      | Кількість осіб | Відсоток |
| --------- | -------------- | -------- |
| румунська | 2096           | 96,6%    |
| німецька  | 32             | 1,5%     |
| циганська | 29             | 1,3%     |
| угорська  | 12             | 0,6%     |

Склад населення комуни за віросповіданням:
| Релігія                             | Кількість осіб | Відсоток |
| ----------------------------------- | -------------- | -------- |
| православні                         | 2024           | 93,3%    |
| баптисти                            | 37             | 1,7%     |
| лютерани (Аугсбурзького сповідання) | 33             | 1,5%     |
| п'ятдесятники                       | 32             | 1,5%     |
| римо-католики                       | 24             | 1,1%     |
| бретрени                            | 10             | 0,5%     |
| греко-католики                      | 5              | 0,2%     |
| реформати                           | 4              | 0,2%     |